# Echidnopsis planiflora
Echidnopsis planiflora är en oleanderväxtart. Echidnopsis planiflora ingår i släktet Echidnopsis och familjen oleanderväxter.

## Underarter
Arten delas in i följande underarter:
- E. p. chrysantha
- E. p. planiflora